# Bax (Haute-Garonne)
Bax település Franciaországban, Haute-Garonne megyében. Lakosainak száma 99 fő (2022. január 1.). Bax Latrape, Canens, Lapeyrère, Latour, Mailholas és Montesquieu-Volvestre községekkel határos.

## Népesség
A település népességének változása:
| Lakosok száma | 70   | 50   | 81   | 86   | 84   | 86   | 89   | 88   | 93   | 99   |
|               | 1968 | 1982 | 1999 | 2006 | 2011 | 2015 | 2017 | 2018 | 2020 | 2022 |